# Rom 5:12
Rom 5:12 – dziesiąty studyjny album szwedzkiej blackmetalowej grupy Marduk, wydany 2007. Tytuł albumu nawiązuje do wersetu Biblii z Listu do Rzymian (pol. Rz 5,12): 

Przetoż jako przez jednego człowieka grzech wszedł na świat, a przez grzech śmierć; tak też na wszystkich ludzi śmierć przyszła, ponieważ wszyscy zgrzeszyli.

 Nagrania zostały zarejestrowane w należącym do Magnusa "Devo" Anderssona Endarker Studio w Norrköping pomiędzy grudniem 2006, a styczniem 2007 roku.

## Lista utworów
Opracowano na podstawie materiału źródłowego.
1. "The Levelling Dust" – 5:11
2. "Cold Mouth Prayer" – 3:28
3. "Imago Mortis" – 8:36
4. "Through The Belly Of Damnation" – 4:19
5. "1651" – 4:54
6. "Limbs Of Worship" – 4:24
7. "Accuser / Opposer" – 8:43
8. "Vanity Of Vanities" – 3:40
9. "Womb Of Perishableness" – 7:01
10. "Voices From Avignon" – 5:08

## Twórcy
Opracowano na podstawie materiału źródłowego.
| - Morgan Steinmeyer Håkansson – gitara - Daniel "Mortuus" Rostén - śpiew - Magnus "Devo" Andersson – gitara basowa, inżynieria dźwięku, miksowanie - Emil Dragútinovic – perkusja w utworach nr. 1, 2, 4, 6, 8, 10 - A. Gustafsson – perkusja w utworach nr. 3, 7, 9 | Gościnnie - Joakim Göthberg - śpiew w utworze "Cold Mouth Prayer" - Naihmass Nemtheanga – śpiew w utworze "Accuser / Opposer" - Henry Möller i Mårten Björkman - utwór "1651" |

## Wydania
| Rok  | Nr katalogowy          | Format              | Wydawca                               | Region            | Źródło |
| ---- | ---------------------- | ------------------- | ------------------------------------- | ----------------- | ------ |
| 2007 | BLOOD 034              | CD, Album           | Blooddawn Productions                 | Szwecja           | [ 5 ]  |
| 2007 | BLOODLP 034            | 2xLP, Album, Ltd    | Blooddawn Productions                 | Szwecja           | [ 5 ]  |
| 2007 | BLOOD 034, REG-CD-1007 | CD, Album           | Blooddawn Productions, Regain Records | Stany Zjednoczone | [ 5 ]  |
| 2007 | ICARUS 378             | CD, Album           | Icarus Music                          | Argentyna         | [ 5 ]  |
| 2007 | CDM 0707-2726          | CD, Album           | CD-Maximum                            | Rosja             | [ 5 ]  |
| 2007 | SR-18                  | CD, Album           | Sylphorium Records                    | Kolumbia          | [ 5 ]  |
| 2007 | MICP-10684             | CD, Album, Enh      | Avalon                                | Japonia           | [ 5 ]  |
| 2007 | HEL 0646               | CD, Album, Ltd      | Hellion Records                       | Brazylia          | [ 5 ]  |
| 2007 | BLOOD 034              | CD, Album, Promo    | Regain Records                        | Szwecja           | [ 5 ]  |
| 2007 | BLOODPLP034            | LP, Album, Ltd, Pic | Blooddawn Productions                 | Szwecja           | [ 5 ]  |